# 汝河
汝河，又称南汝河，是中国河南省南部洪河右岸一条支流，明清时代称“南汝河”，民国时期改称“汝河”。其上游本为汝水支流瀙水，下游为古汝水故道。全长245公里，流域面积7376平方公里。

## 干流概况
汝河发源于河南省泌阳县黄山口乡大寨子山北麓，为伏牛山与桐柏山交界处。汝河在泌阳山区的上源称为象河，汝河东北流至遂平折向东南，经汝南等县至新蔡县班台闸入洪河。

## 流域概况
汝河流域西部属于桐柏山、伏牛山余脉的低山丘陵区，地势高峻、山峦重叠；中部属于山前倾斜平原，东部属华北平原的西南边缘。流域多年平均降水量920毫米，多年平均径流量19.58亿立方米，多年平均输沙量合计约为149.9万吨以上。洪涝灾害频发，流域内建有板桥、宿鸭湖、薄山等大型水库。